# Hackelia venusta
Hackelia venusta är en strävbladig växtart som först beskrevs av Charles Vancouver Piper, och fick sitt nu gällande namn av St. John. Hackelia venusta ingår i släktet Hackelia och familjen strävbladiga växter. Inga underarter finns listade i Catalogue of Life.